# Joan Busquets i Portero
Joan Busquets i Portero (Barcelona, 26 d'abril de 1956 - 14 de maig de 2010) fou un pallasso i gestor cultural.
Va néixer l'any 1956 al barri de la Ribera de Barcelona i va estudiar magisteri i educació especial.
Va fundar amb Òscar Rodríguez i Pep Salvat, la Companyia Ínfima La Puça de pallassos, activa durant 25 anys (1979-2004). Dins del període amb la companyia La Puça va dirigir i protagonitzar els espais televisius Picapuça (1986- 1988) i Puçastoc (1989-1990).
Amb Òscar Rodríguez i Joe Forga va compartir la tasca de direcció i gestió del saT! - Sant Andreu Teatre entre els anys 2003 i 2007. L'any 2004 va crear el projecte de Puça Espectacles, una empresa de gestió artística. Va treballar activament per millorar la situació del circ a Catalunya a través de l'APCC (Associació de Professionals del Circ a Catalunya). Va ser-ne vicepresident. També va participar en la direcció de nombroses fires i esdeveniments vinculats al món del clown, entre els quals els festivals Apallasa't de Barcelona Pallassòdrom de Vila-Seca i el Festival Internacional de Pallassos de Cornellà i la Fira de Teatre al Carrer de Tàrrega.
Va dirigir els espectacles protagonitzats per Joan Bentallé Francament Frank (2001) i per Pepa Plana De Pe a Pa (1998) i Penèlope (2010).
Va morir a causa d'un càncer de colon.